# Heinrich Beck
Pour les articles homonymes, voir Beck.
Heinrich Beck (né le 18 décembre 1788 à Dessau, mort le 6 mars 1875) est un peintre allemand.

## Biographie
Il étudie auprès de Ferdinand Hartmann et commence en 1818 comme peintre de la cour et conservateur à Dessau. Il copie une série de peintures de maîtres anciens pour les châteaux de la région de Dessau, ainsi qu'un retable en trois parties dans l'église Saint-Nicolas (de) de Zerbst.